# In einem Gedenkbuch zu sammeln...: Bilder deutscher Widerstandskämpfer
In einem Gedenkbuch zu sammeln…: Bilder deutscher Widerstandskämpfer sind Fragmente aus dem Nachlass von Ricarda Huch, die sie unter dem Titel „Bilder der Märtyrer“ – bestehend aus den Teilen Die Geschwister Scholl, die Rote Kapelle und der 20. Juli – publizieren wollte und die Wolfgang Matthias Schwiedrzik 1997 in Leipzig herausbrachte.
Das von Schwiedrzik in Buchform herausgegebene Material enthält neben etlichen Briefen einige wenige kürzere Originalarbeiten Ricarda Huchs, allesamt biographische Skizzen beziehungsweise Stichpunkte zum Totengedenken an Kämpfer gegen das nationalsozialistische Regime, die in der Zeit vom 22. Dezember 1942 bis zum 23. April 1945 ihren Widerstand mit dem Leben bezahlen mussten. Ricarda Huch äußert ihr Schreibanliegen in einem Brief vom 28. Juli 1946 an Herbert Krimm: „Es ist nicht der Zweck des Buches, die Geschichte des 20. Juli zu schreiben, sondern das deutsche Volk die beteiligten Personen kennen und verehren zu lehren.“

## Inhalt
Die Skizzen, Briefe beziehungsweise Bruchstücke finden sich in drei Kapiteln.

### Die Aktion der Münchener Studenten gegen Hitler
Die Geschwister Scholl, hingerichtet am 22. Februar 1943 in München
Als 1918 Hans Scholl in Ingersheim an der Jagst und 1921 seine Schwester Sophie in Forchtenberg geboren wurden, war der Vater – ein Protestant, „Kosmopolit und Pazifist“ – Bürgermeister der jeweiligen Ortschaft. Ängstlich war Sophie nicht. Als Sechsjährige durchquerte sie den Kocher. Hans hingegen nannten die Eltern ob seines Mitgefühls für alles Leiden jedweder Kreatur ihren „kleinen Heiland“. Die siebenköpfige Familie zog nach Ulm, als der Vater zum freien Wirtschaftsberater umsattelte. Hans erledigte nach dem Abitur den Arbeitsdienst und ging als Kavallerist zum Militär nach Cannstatt. Als ehemaliger Wandervogel wurde Hans zeitweise inhaftiert und die Angehörigen mussten deswegen Bekanntschaft mit der Gestapo machen. Hans lernte während des Medizinstudiums in München Christoph Probst und Alexander Schmorell kennen. Während des Feldzuges gegen Frankreich war Hans Sanitäter. Darauf machten Hans und Sophie die Bekanntschaft des katholischen Schriftstellers und Hochland-Herausgebers Karl Muth in Solln. Sophie studierte inzwischen in München Biologie und Philosophie. Die jungen Leute um die Geschwister Scholl fühlten sich außer vom alten Muth noch von dem Musikwissenschaftler, Psychologen und Volksliedforscher Prof. Kurt Huber und seinem Leibniz-Kolleg angezogen. Nach ihrem Arbeitsdienst an der Schweizer Grenze setzte Sophie im Frühjahrssemester 1942 ihr Münchner Studium fort. Der Bruder weihte sie in seine beabsichtigten Aufrufe zur „Beseitigung der nazistischen Regierung“ ein. Weder Auftritte des Gauleiters Paul Giesler vor den Studenten noch Warnungen von Freunden vor der Gestapo konnten Hans Scholl von der Verteilung seines ersten Flugblattes abhalten. Es soll unter Muths und Haeckers Einfluss entstanden sein. Während des Sommers 1942 musste Hans in Russland Kriegsdienst leisten und Sophie in einer Fabrik arbeiten. Die Widerstandsgruppe Weiße Rose traf sich im Atelier des Architekten Manfred Eickemeyer. Im darauffolgenden Herbstsemester entstanden weitere Flugblätter, verfasst von den Studenten um die Geschwister Scholl, zu denen inzwischen Willi Graf gestoßen war. Die Flugblätter wurden auch außerhalb Bayerns verteilt. Am 18. Februar 1943 wurde eine Flugblatt-Aktion der Geschwister Scholl in den Hörsälen der Universität München vom Pedell der Hochschule verraten. Freisler, der eigens in München angereist war, verurteilte die Geschwister Scholl und Christoph Probst ihrer Flugblätter wegen am 22. Februar 1943 zum Tode durch das Fallbeil. Hans Scholl soll direkt vor dem Richtblock gerufen haben: „Es lebe die Freiheit!“ Sophie Scholl soll aufrecht dem Tod entgegengeschritten sein.
Kurt Huber, hingerichtet am 13. Juli 1943 in München-Stadelheim
Der 1893 in Chur geborene Kurt verlebte seine Jugendzeit im Stuttgarter Herdweghaus. Nachdem 1911 der Vater, der Lehrer Theodor Huber, verstorben war, ging die Mutter Katharina mit den beiden Söhnen nach München. Seine Ausbildung bei dem Musikwissenschaftler Theodor Kroger und dem Philologen Erich Becker schloss Kurt Huber 1920 mit der Habilitation ab. Nach der Inflation schlug er sich ab 1926 als außerordentlicher Professor recht und schlecht durch. Nach der Heirat Kurt Hubers im Jahr 1929 musste die schließlich vierköpfige Familie sparsam sein. Ab 1942 nahm Prof. Huber an Treffs der Studenten im Umkreis der Geschwister Scholl im Hause des Architekten Eickemeyer teil und verfasste jenes letzte Flugblatt, das die Geschwister Scholl kurz vor ihrer Verhaftung in den Hörsälen der Münchner Universität verteilt hatten. Nach seiner Inhaftierung am 27. Februar 1943 wurden ihm Doktor- und Beamtentitel aberkannt. Mithin standen Frau und Kinder ohne Einkünfte da. Freisler verurteilte Kurt Huber, Alexander Schmorell und Willi Graf am 19. April zum Tode durch das Fallbeil. Gefängnispfarrer Ferdinand Brinkmann stand dem Professor in den zwölf Wochen vor der Vollstreckung des Urteils bei. Hans Leipelt, das letzte Opfer aus der Weißen Rose, unterstützte Frau Huber in der Not.
Christoph Probst, hingerichtet am 22. Februar 1943 in München-Stadelheim
Hermann Probst, der Vater des 1919 in Murnau geborenen Christoph, war gelernter Naturwissenschaftler und hatte sich über das Studium der Kunstgeschichte der Vergleichenden Religionswissenschaft zugewandt. Die katholischen Eltern, deren Ehe auseinanderging, ließen ihre drei Kinder nicht taufen.
Christoph machte auf einem Münchner Gymnasium Alexander Schmorells Bekanntschaft. Angeregt durch Schmorells russische Herkunft mütterlicherseits lernte Christoph Russisch. Arbeits- und Militärdienst nach dem Abitur waren seinerzeit Pflicht. Christoph ging zur Luftwaffe, musste bei Kriegsbeginn Soldat bleiben, durfte aber zwischendurch zeitweise in München Medizin studieren. In München lernte er den Medizinstudenten Hans Scholl kennen und erfuhr von den Flugblättern der Weißen Rose.
1940 heiratete Christoph die Tochter von Harald Dohrn. Das Paar bekam drei Kinder. Christoph Probst übergab nach dem Desaster von Stalingrad ein selbst verfasstes Flugblatt an Hans Scholl, wurde des Schriftstückes wegen verhaftet, verteidigte sich vor dem Volksgerichtshof selbst und wurde niedergeschrien. In einem seiner Abschiedsbriefe schrieb er: „Ich sterbe ganz ohne Haß.“
Alexander Schmorell, hingerichtet am 13. Juli 1943 in München-Stadelheim
Alexanders Vater hatte in München Medizin studiert und darauf in Moskau als Assistenzarzt praktiziert. Dort hatte er eine Russin, die Tochter eines Geistlichen, geheiratet. Ab 1917 musste der deutsche Arzt in Orenburger Krankenhäusern deutsche Verwundete behandeln. 1917 wurde Alexander in Orenburg geboren. 1919 starb die Mutter. Der Vater ging mit dem Sohn 1921 nach München zurück und heiratete 1926 eine Deutsche.
Alexander trat nach dem Abitur freiwillig der leichten reitenden Artillerie bei. Während des Studiums der Medizin in München lernte er Hans Scholl kennen. Alexander zog zusammen mit Hans in derselben Studentenkompanie in den Krieg gegen Russland. Daheim in München nahm Alexander an den Zusammenkünften der Weißen Rose teil, verfertigte, kopierte sowie verschickte Flugblätter und klebte in der Ludwigstraße Plakate: „Es lebe die Freiheit!“ „Nieder mit Hitler!“ Nach der Verhaftung der Geschwister Scholl floh Alexander, kehrte aber – vermutlich des tiefen Schnees wegen – nach München zurück. Am 24. Februar 1943 suchte er während eines Bomberangriffs einen Luftschutzbunker auf und wurde erkannt. Mutig gab Alexander Schmorell vor den Volksgerichtshof seine Aktionen zu, fand im Gefängnis zur Religion eines mitgefangenen Holländers und schrieb vor der Enthauptung an die Angehörigen: „Der Tod ist kein Ende, sondern der Übergang zu einem neuen, weit herrlicheren Leben als das irdische.“
Willi Graf, hingerichtet am 12. Oktober 1943 in München-Stadelheim
Der Vater des 1918 in Kuchenheim geborenen Willi war Verwalter einer Molkerei und zog 1922 mit der katholischen Familie nach Saarbrücken. Dort war er unter anderen im Weingroßhandel tätig. 1937 nach dem Abitur studierte Willi in Bonn Philosophie und Theologie. In der verbotenen katholischen Jugendbewegung aktiv, wurde er inhaftiert, doch nach ein paar Wochen amnestiert. Willi nahm am Feldzug gegen Russland teil und durfte zwischendurch in München Medizin studieren. Für die Weiße Rose beförderte er Flugblätter nach Saarbrücken und verteilte diese dort. Einen reichlichen Monat vor seiner Verhaftung am 18. Februar 1943 notierte er Zweifel in sein Tagebuch: Lässt sich der Nationalsozialismus mit Flugblättern erschüttern? Trotzdem sei Willi Graf zuletzt zu der Überzeugung gelangt, sein Tod werde Früchte tragen. Die Gefangenenwärter hätten seine Haltung bewundert.

### Der 20. Juli
Elisabeth von Thadden, hingerichtet am 8. September 1944 in Berlin-Plötzensee
In Berlin und Umgebung engagierte sich die 1890 in Mohrungen geborene Elisabeth während des Ersten Weltkrieges unter der Leitung von Friedrich Siegmund-Schultze mit sozialer Hilfstätigkeit. Anna von Gierke unterwies Elisabeth in Berlin im Umgang mit Jugendlichen in Heimen. Elisabeth arbeitete in Marie Baums Ferienheim für Kinder im badischen Heuberg und ging 1927 nach Wieblingen. Ricarda Huch lernte Elisabeth von Thadden 1933 in Heidelberg als Leiterin eines Landerziehungsheimes für Mädchen auf Schloss Wieblingen persönlich kennen.
1939 verlegte Elisabeth von Thadden ihr Erziehungsheim vergeblich an den Starnberger See. Schloss Wieblingen wurde beschlagnahmt und die Weiterarbeit in Bayern wurde der Erzieherin unmöglich gemacht. Elisabeth von Thadden musste zurück nach Berlin gehen. Dort half sie verfolgten Juden und Halbjuden. Ein in ihre Berliner Kaffeegesellschaft innerhalb des Solf-Kreises eingeschleuster Spion verriet sie. Elisabeth von Thadden wurde im Januar 1944 verhaftet und am 8. Juli 1944 zum Tode verurteilt.
Ernst von Harnack, hingerichtet am 5. März 1945 in Berlin-Plötzensee
Nach dem Studium der Rechte vom Erlebnis Erster Weltkrieg erschüttert, trat der 1888 in Marburg geborene Ernst von Harnack trotz starker Bedenken des Vaters der SPD bei. Nach Mitarbeit im preußischen Kultusministerium bei Haenisch wurde Ernst von Harnack zunächst Landrat in Hersfeld, dann Vizepräsident von Hannover und Köln sowie schließlich 1930 Regierungspräsident in Merseburg. Nach der Machtergreifung der NSDAP wurde er 1933 entlassen. Die Publikation seines Buches „Die Praxis der öffentlichen Verwaltung“ wurde von der Reichsschrifttumskammer verboten. Als einfacher Arbeiter schlug er sich in der Firma Hollerith durch. Er betätigte sich dann als Textilhändler und als Werbefachmann für den Bergbau. Ernst von Harnack half den Verfolgten; nahm ihnen Behördengänge ab und setzte sich für ihr Recht ein.
In den Umsturzversuch vom 20. Juli 1944 war er insofern verwickelt, als es in der Vorbereitung darum ging, eine Verbindung der gegen Hitler verschworenen Offiziere mit den ehemaligen Gewerkschaften zu halten.
Ernst von Harnack habe am 15. September 1944 Ricarda Huch in Jena aufgesucht. Ende September wurde er verhaftet. Das Letzte, was Ricarda Huch von ihm weiß: Am 4. März 1945, also am Vortage seines Todes, habe sich Ernst von Harnack von einem Zellennachbarn drei Choräle auf der Geige vorspielen lassen. Einer davon sei „Wenn ich einmal soll scheiden, so scheide nicht von mir!“ aus Bachs Matthäus-Passion gewesen.
Hans Bernd von Haeften, hingerichtet am 15. August 1944 in Berlin-Plötzensee
Der 1905 in Berlin geborene Hans Bernd von Haeften machte 1924 auf einem Berlin-Wilmersdorfer Gymnasium sein Abitur. Nach vierjährigem Jurastudium – unter anderen bei Smend und Kaufmann – wurde er Referendar und studierte noch ein Jahr die Rechte im Cambridger Trinity College.
Eines seiner Vorbilder in Deutschland war Kurt Hahn. 1930 wurde er der Schwiegersohn von Julius Curtius. Zusammen mit seiner Frau Barbara hatte Hans Bernd von Haeften fünf Kinder. 1933 wurde er Attaché im Auswärtigen Amt und kam 1938 bis 1940 nach Kopenhagen, Wien und Budapest. In Wien machte er sich einen Nationalsozialisten in herausgehobener Stellung zum Feind, als er dessen Unlauterkeit öffentlich machte.
Ende 1940 schloss er sich Adam von Trott zu Solz und Helmuth James Graf von Moltke im Kreisauer Kreis an. Als das Attentat auf Hitler misslungen war und Hans Bernd von Haeften vor dem Volksgerichtshof stand, wurde er von Freisler schreiend nach dem Grund seiner Teilnahme an der Verschwörung gefragt. Darauf habe Hans Bernd von Haeften geantwortet, für ihn verkörpere Hitler das Böse.
Nikolaus Christoph von Halem, hingerichtet am 9. Oktober 1944 in Brandenburg an der Havel
Gustav Adolf von Halem, der Vater des 1905 in Schwetz geborenen Nikolaus, war dort an der Weichsel Landrat. Sein Großvater Christoph von Tiedemann, Freund Bismarcks, war Chef der Reichskanzlei gewesen.
Nach dem Abitur in Roßleben studierte Nikolaus Jura, diente in Rostock bei der Reichswehr und wurde in Jena Referendar. Nach kurzer Tätigkeit im Propagandaministerium machte er sich in der Wirtschaft als Anwalt selbständig.
1931 heiratete Nikolaus von Halem die Aachenerin Victoria Maria Garbe (23. Dezember 1902 bis 1. August 1987). 1933 wurde Friedrich in Naumburg und 1941 Wilhelm Imanuel in Flößingen geboren.
Nach 1933 lernte Nikolaus von Halem in einem Enteignungsfall die Praktiken Gauleiter Sauckels kennen und geriet später in Bedrängnis, nachdem er Juden zur Flucht in die Tschechoslowakei verholfen hatte. Nikolaus von Halem beherrschte die Kunst des Umgangs mit Menschen. Als Beispiel führt Ricarda Huch dazu an, er solle sogar den Breslauer Gauleiter Wagner auf den rechten Weg gebracht haben.
Bereits im Januar 1941 meinte Nikolaus von Halem vor Freunden, Hitler müsse beseitigt werden. Er gewann dafür den Münchner Joseph Römer, der ihn aber 1942 verriet. Am 18. Februar 1942 wurde Nikolaus von Halem verhaftet. Während der Haft und Folter soll ihm bis zu seiner Hinrichtung ein Vers des Propheten Jesaja aus dem Trost für die Verschleppten Kraft gegeben haben: „Fürchte dich nicht, denn ich habe dich erlöst.“
Klaus Bonhoeffer, durch Genickschuss ermordet am 23. April 1945 in der Nähe der Berliner Invalidenstraße
Der 1901 in Breslau geborene Klaus wuchs im Elternhause behütet auf. Er folgte dem Vater, einem angesehenen Psychiater an der Breslauer Universität, nicht, sondern studierte nach dem Abitur Jura.
1929 verlobte sich Klaus mit Emmi Dellbrück, der Tochter von Hans Delbrück. Während der Hausmusik im Hause Bonhoeffer habe Emmi die Geige gespielt, Klaus das Cello, Dietrich das Klavier und die Mutter habe temperamentvoll gesungen. Die berufliche Karriere des wortkargen Klaus in einer Anwaltskanzlei verlief stockend. Als Klaus Bonhoeffer eine eigene Kanzlei zusammen mit einem Juden ins Leben rief, überging er die Einwände von nationalsozialistischer Seite.
Hitler musste nach Klaus Bonhoeffers Ansicht unbedingt sterben. Am liebsten hätte Klaus ihn getötet. Sein Schwager Hans von Dohnanyi brachte Klaus mit Gleichgesinnten zusammen.
Klaus Bonhoeffer wurde in Berlin Syndikus der Lufthansa. Gegen Kriegsende überredete er seine Frau Emmi, mit den drei Kindern Berlin zu verlassen. Er hauste allein. Den Haushalt besorgte Elsa Teichmann. Der 20. Juli 1944 brachte die Ernüchterung. Zuerst musste Otto John mit der Lufthansa nach Spanien expediert werden. John konnte von dort nach England gelangen.
Eine Fluchtmöglichkeit nutzte Klaus Bonhoeffer mit Rücksicht auf Frau und Kinder nicht. Er ließ sich verhaften und schwieg trotz Prügel. Als dann das Leben seiner Frau bedroht wurde, verlor er die Kraft.
Julius Leber, hingerichtet am 5. Januar 1945 in Berlin-Plötzensee
1891 als Sohn eines armen Bauern im Elsass geboren, arbeitete Julius nach der Mittelschule in einer Tapetenfabrik. Somit konnte der Junge das Abitur machen und Volkswirtschaft studieren. 1914 wurde das Studium durch den Krieg unterbrochen. Als Offizier an allen Fronten nacheinander kämpfend, überlebte er und wurde im März 1920 von Kapp-Putschisten zum Tode verurteilt. Aber die Weimarer Republik und Julius Leber blieben am Leben. Letzterer promovierte und wurde 1921 in Lübeck Chefredakteur eines SPD-Blattes. Sein Schwiegervater, ein Lübecker Patrizier, war mit der Wahl seiner Tochter nicht einverstanden. In der Nacht zum 31. Januar 1933 wurde Julius Leber von mehreren Nationalsozialisten schwer verletzt. Am 23. März 1933 wurde der SPD-Politiker wegen des genannten Vorfalls beim Betreten der Krolloper – es ging um das Ermächtigungsgesetz – festgenommen und kam für ein knappes dreiviertel Jahr ins Wolfenbütteler Gefängnis. Darauf wurde er im KZ Esterwegen gequält, nach Sachsenhausen gebracht und kam im Mai 1937 frei.
Julius Leber stand für Friedrich Naumanns Mitteleuropa. Die Kommunisten hingegen lehnte er als zu radikal ab und befürwortete trotzdem ein Bündnis mit ihnen zwecks Verschwörung gegen Hitler. Wilhelm Leuschner (siehe unten) wollte nicht mit den Kommunisten kooperieren. Die Besprechung mit den Kommunisten im Frühsommer 1944 wurde verraten. Julius Leber und die Kommunisten Anton Saefkow sowie Franz Jacob wurden von der Gestapo verhaftet.
Ricarda Huch schreibt, Julius Leber habe das Todesurteil ruhig akzeptiert, weil er wusste, „daß er einen guten Kampf gekämpft und den Sinn seines Lebens erfüllt“ hatte.
Theodor Haubach, hingerichtet am 23. Januar 1945 in Berlin-Plötzensee
Der Vater starb noch vor Theodors Geburt 1896 in Frankfurt am Main. Theodor wandelte sich später durch das Erlebnis Erster Weltkrieg vom Kriegsfreiwilligen um Sozialisten. Und zwar wollte er den Sozialismus nach Marx ohne Klassenkampf auf nationaler statt internationaler Grundlage. Während der Zeit des Nationalsozialismus ließ er die Gelegenheit, in der sicheren Schweiz für eine sozialistische Zeitung zu arbeiten, ungenutzt. Theodor Haubach wollte in Deutschland ausharren, solange sein Freund Carlo Mierendorff noch in deutschen KZs saß.
Jean Paul Oster, hingerichtet am 9. April 1945 im KZ Flossenbürg
Jean Paul wurde 1887 in Dresden geboren. Der Vater, ein reformierter Pfarrer aus dem Elsass, predigte in Dresden abwechselnd deutsch und französisch. Jean Paul Oster wurde Offizier und heiratete 1912. Das Paar bekam drei Kinder und lebte 1924–1929 in Mecklenburg, darauf in Münster und ab 1935 in Berlin.
„Als Stabschef der Abwehr“ bereitete Jean Paul Oster „einen von der Wehrmacht gelenkten Staatsstreich“ vor.

### Skizzen, Bruchstücke und Briefe
Adam von Trott zu Solz, hingerichtet am 26. August 1944 in Berlin-Plötzensee
Den 1909 in Potsdam geborenen Adam von Trott zu Solz nennt Ricarda Huch konservativ sowie traditionsbewusst und führt etwas aus dem Programm seiner Amerikareise an: Eine Massenbewegung in Deutschland gegen die Nazis, gesteht Adam von Trott zu Solz zunächst ein, sei bei deren Terror undenkbar. Dann folgen noch zwei Ansichten. Gewährten die Alliierten Deutschland Souveränität, könnte die deutsche Generalität zum Umsturz überredet werden. In einer neuen deutschen Regierung sollten die Gewerkschaften dominieren.
Carlo Mierendorff, umgekommen durch eine alliierte Fliegerbombe am 4. Dezember 1943 in Leipzig
Emil Henk schreibt über den 1897 in Großenhain geborenen Carlo Mierendorff am 29. Mai 1946 an Ricarda Huch: Als sein Freund Carlo Mierendorff nach fünf Jahren KZ Anfang 1938 freikam, habe er ihm seine Schuld eingestanden. Hätte Emil Henk ihn 1933 nicht überredet, aus der Schweiz nach Deutschland zurückzukehren, wäre ihm das KZ erspart geblieben. Darauf habe der Freund erwidert: „Hier ist mein Schicksal.“ Er würde sich 1938 genauso entscheiden wie damals 1933. Emil Henks Mahnung zur Vorsicht habe Carlo Mierendorff nach 1938 mit dem Hinweis auf die Soldaten abgetan, die im Feld fallen. Er – Carlo Mierendorff – wage eben sein Leben auf seine Weise: für ein freies Deutschland. Emil Henk bewundert den Freund, der das Fürchterlichste ungebeugt ertragen habe.
Wilhelm Leuschner, hingerichtet am 29. September 1944 in Berlin-Plötzensee
Der 1890 in Bayreuth geborene Wilhelm Leuschner, Sohn eines Ofensetzers, habe zusammen mit Jakob Kaiser bedächtige Kontaktversuche zum OKW unternommen. Nach der Entlassung aus dem KZ, in das er 1933 gekommen war, setzte er in Deutschland den Widerstand fort. Bescheiden ließ er dabei Goerdeler (siehe unten) den Vortritt.
Adolf Reichwein, hingerichtet am 20. Oktober 1944 in Berlin-Plötzensee
Rosemarie Reichwein schreibt über ihren 1898 in Ems geborenen Ehegatten am 1. Juni 1946 an Ricarda Huch, sie habe ihn 1932 an der Pädagogischen Akademie Halle kennengelernt. Zu der Zeit war der Dozent der SPD beigetreten und veranstaltete unter anderen Abendkurse für Arbeiter. Sein Studium in Frankfurt am Main und Marburg hatte der Kriegsfreiwillige aus seiner Kriegsinvalidenrente bestritten. Nach der Promotion als Historiker bei Wolters in Marburg leitete er die Volkshochschule Jena. Der preußische Kultusminister Becker ermöglichte dem jungen Wissenschaftler eine Studienreise nach Mexiko und in die Republik China. Darauf ging Adolf Reichwein nach Halle. Die Nationalsozialisten lösten die dortige Pädagogischen Akademie auf und Adolf Reichwein ging als Dorfschullehrer nach Tiefensee. 1939 zu Kriegsbeginn holte in Prof. Kümmel als pädagogischen Leiter in die Berliner Museen. Adolf Reichwein begegnete in Berlin Theodor Haubach, Carlo Mierendorff und Helmuth James Graf von Moltke. Im Kreisauer Kreis war ab 1940 außer Reichwein, Haubach und Mierendorff noch Julius Leber Vertreter der Sozialdemokratie. Zunächst sei der Kreis gegen das Attentat auf Hitler gewesen, um ihn nicht zum Märtyrer zu machen. Nach Carlo Mierendorffs Tode im Dezember 1943 und dem Vordringen der Roten Armee suchte der Kreis Kontakt zu den deutschen Kommunisten. Am 5. Juli 1944 wurde Adolf Reichwein, der in Begleitung Julius Lebers die Kommunisten Saefkow und Jacob (siehe oben unter Julius Leber) treffen wollte, verhaftet. Während der Haft hatte Adolf Reichwein durch Misshandlung die Stimme weitgehend verloren. Als er vor dem Volksgerichtshof flüsterte, wurde er nach späterer Aussage des mitangeklagten Sozialdemokraten Gustav Dahrendorf vom spottenden Freisler überbrüllt.
Helmuth James Graf von Moltke, hingerichtet am 23. Januar 1945 in Berlin-Plötzensee
Freya von Moltke schreibt über ihren 1907 auf Gut Kreisau geborenen Ehegatten am 7. Juni 1946 an Ricarda Huch, er, Peter Yorck und der Kreisauer Kreis hätten Hitler nie selbst umbringen, sondern „das geistige Fundament zum Neuaufbau bauen“ wollen. Bei Ausbruch des Krieges sei Helmuth von Moltke „ins OKW als Völkerrechtler eingezogen“ worden. Zum ersten Mal wäre er bereits am 19. Januar 1944 verhaftet worden, nachdem er Dr. Kiep gewarnt hatte.
Fremden Leuten, so Freya von Moltke, sei ihr kühl-intellektueller Mann als „sehr komplizierter Mensch“ erschienen. Fremde hätten ihn „oft völlig mißverstanden“. Aber Freya von Moltke habe ihn seit 1929 bis zu seinem Tode innig geliebt. Dabei habe er sie „immer sehr herangenommen“.
Oberst Claus Schenk Graf von Stauffenberg, standrechtlich erschossen am 21. Juli 1944 in Berlin
Der Eintrag über den 1907 auf Schloss Jettingen geborenen Oberst enthält nur wenige Stichpunkte. Zum Beispiel schreibt Ricarda Huch, Claus Schenk Graf von Stauffenberg sei ein tief religiöser Mann und ein schneidiger, überragender Offizier gewesen.
Generalmajor Henning von Tresckow, Suizid am 21. Juli 1944 bei Ostrów, Bezirk Bialystok
Die Ehegattin Eta von Tresckow weist in ihrer Antwort auf die Anfrage Ricarda Huchs darauf hin, dass „keinerlei schriftliche Hinterlassenschaft“ existiere.
Heinrich von Lehndorff, hingerichtet am 4. September 1944 in Berlin-Plötzensee
Die Ehefrau Gottliebe, geborene Gräfin von Kalnein (1913–1993), schreibt über den 1909 in Hannover geborenen Heinrich von Lehndorff am 28. Juli 1946 an Ricarda Huch, er sei am 21. Juli 1944 auf den ostpreußischen Familiensitz Steinort verhaftet, zwei Wochen in Königsberg im Gefängnis gewesen, nach Berlin gebracht worden und dort geflohen. Nur vier Tage sei er in Freiheit gewesen, darauf am 4. September 1944 verurteilt und am selben Tag hingerichtet worden. Gottliebe von Lehndorff musste als Witwe ins Gefängnis. Die Kinder wurden ihr für ein Vierteljahr weggenommen.
Die Erinnerung an die Zusammenkünfte ihres Gatten mit anderen Kämpfern auf Steinort sind Gottliebe von Lehndorff teuer.
Carl Goerdeler, hingerichtet am 2. Februar 1945 in Berlin-Plötzensee
Theodor Litt schreibt über den 1884 in Schneidemühl geborenen Carl Goerdeler am 23. Februar 1946 aus Leipzig an Ricarda Huch, zwar habe Carl Goerdeler die Monarchie im Auge behalten, doch wollte er der Arbeiterschaft den ihr gebührenden politischen Platz durchaus einräumen. „Die Verirrung des deutschen Volkes“ 1933–1945 sei nach Ansicht des mitunter „etwas herrscherlichen“ Carl Goerdeler seiner „Unwissenheit“ geschuldet. Carl Goerdeler habe Hitler gerichtlich belangen wollen. Überhaupt sei er „ein Mann der glatt aufgehenden Rechnungen“ gewesen.
Walter Cramer, hingerichtet am 14. November 1944 in Berlin-Plötzensee
Theodor Litt schreibt in dem oben genannten Brief vom 23. Februar 1946 auch noch über den 1886 in Leipzig geborenen Textilunternehmer Walter Cramer, er hätte zwar als „Kapitalist“ den Kapitalismus dem Sozialismus vorgezogen, habe aber über Kapitalisten kritisch denken können. Für das deutsche Volk in der Rolle des weitgehend unbeteiligten Zuschauers bei „den Exzessen des Nazi-Regimes“ habe Walter Cramer kein Verständnis aufbringen können. Walter Cramer sei ein Goerdeler-Intimus gewesen.
Generaloberst Ludwig Beck, erschossen am 21. Juli 1944 in Berlin
Generalleutnant Hans Speidel schreibt über den 1880 in Biebrich geborenen Ludwig Beck am 5. Juni 1947 gleichsam an die Adresse der Alliierten, bereits 1935 sei dieser Hitler-Gegner gewesen. 1938 habe Ludwig Beck schriftlich gewarnt: Jeder von Deutschland angezettelte Krieg ende für Deutschland tragisch.
Der Umsturz – so Speidel weiter – sei vom deutschen Generalstab bereits im September 1938 geplant worden, also zu jener Zeit, als die Alliierten Hitler beschenkten.
Nikolaus Groß, hingerichtet am 23. Januar 1945 in Berlin-Plötzensee
Elisabeth Groß, geborene Koch (1901–1972), teilt Ricarda Huch am 26. Januar 1947 ein Wort ihres 1898 in Niederwenigern geborenen Ehemannes, des Gewerkschaftsführers Nikolaus Groß, mit. Er habe sich von ihr am 18. Januar 1945 mit dem Trost verabschiedet: „Ich kann im Himmel viel mehr für dich und die Kinder tun.“
Arvid und Mildred Harnack, hingerichtet am 22. Dezember 1942 und am 16. Februar 1943 in Berlin-Plötzensee
In einem Antwortschreiben an Clara Harnack, die Mutter Arvid Harnacks, bedauert Ricarda Huch den Verlust wertvoller Papiere.
Harro und Libertas Schulze-Boysen, hingerichtet am 22. Dezember 1942 in Berlin-Plötzensee
Marie Luise Schulze geborene Boysen, die Mutter des 1909 in Kiel geborenen Harro Schulze-Boysen, schreibt in einem Brief vom 24. Februar 1947 an Ricarda Huch, Überlebende aus Harros Gruppe hätten bewundert, wie ihr Sohn auch unter der Folter niemanden verraten habe. Hingegen seine Frau sei nicht stark genug geblieben.

## Briefe
- Brief vom 15. Oktober 1947 an Günther Weisenborn[50]
 Ricarda Huch bittet während ihres Berlin-Aufenthaltes um einen Treff. Sie möchte Günther Weisenborn aus Gesundheits- und Altersgründen mit der weiteren Arbeit am vorliegenden Material betrauen.
- Brief an Hermann Hesse[51]
 Hermann Hesse hatte aus dem sonnigen Tessin den Deutschen im besiegten Deutschland geraten, sich von ihrem Nationalgefühl zu verabschieden. Ricarda Huch räumt zwar Anfang 1946 ein, der wohlmeinende Rat des verdienten Autors[A 13] sei durchaus bedenkenswert, weiß aber nicht so recht, ob das die Deutschen wirklich vollbringen werden.

## Zitat
- Baum zitiert aus Ricarda Huchs Aufruf in Tageszeitungen mit der Bitte um Zusendung verwertbaren Materials zum Thema: „Sie sind nicht umsonst gestorben… Sie reißen uns aus dem Sumpf des Alltäglichen, sie entzünden uns zum Kampfe gegen das Schlechte…“.[52] Ricarda Huch habe etwa achtzig Skizzen geplant. Von den „fertigen“ vier Skizzen sei nicht bekannt, ob das die Endfassungen sind. Die Arbeit am Manuskript sei auch durch einen Umstand erschwert worden: Das gelieferte Material aus der Feder der Angehörigen habe manch Verklärendes, also kaum Verwertbares, enthalten.[53]

## Rezeption
- Jochen Staadt am 6. November 1998 in der FAZ: Zeilen voller Schmerz und Liebe. Mit fünfzig Jahren Verspätung: Ricarda Huchs Gedenkbuch des Widerstands

## Buchausgaben
- Wolfgang Matthias Schwiedrzik (Hrsg.): Ricarda Huch: In einem Gedenkbuch zu sammeln…: Bilder deutscher Widerstandskämpfer. Leipziger Universitätsverlag, Leipzig 1997, ISBN 3-931922-80-4 (verwendete Ausgabe)